# Wilhelm Kempff
Wilhelm Kempff, född 25 november 1895 i Jüterbog, död 23 maj 1991 i Positano, Italien, var en tysk pianist, organist och tonsättare. 
Kempff studerade vid musikhögskolan i Berlin, var 1924-29 direktör för musikhögskolan i Stuttgart, och därefter bosatt i Potsdam. Som pianist och organist gjorde han sig känd även i Sverige. Kempff har skrivit symfonier, körverk, kammarmusik med mera.
Hans självbiografi Unter dem Zimbelstern utkom 1951.